# フェロー諸島

フェロー諸島
Føroyar

地域の標語：なし
地域の歌：Tú alfagra land mítt（フェロー語）
汝、私の最も麗しき地

1. 

フェロー諸島（フェローしょとう、フェロー語: Føroyar [ˈfœɹjaɹ] ( 音声ファイル)、デンマーク語: Færøerne [ˈfeɐ̯ˌøˀɐnə]、英語: Faroe Islands [ˈfɛəroʊ -]）は、スコットランドのシェトランド諸島およびノルウェー西海岸とアイスランドの間にある北大西洋の諸島。デンマークの自治領であり、デンマーク本土、グリーンランドと共にデンマーク王国を構成する。面積は1398.85km2、人口は52,337人（2020年1月）。中心都市はストレイモイ島のトースハウン。「フェロー諸島共和国」という国名でデンマークからの独立主張がある。

## 歴史
アイルランドの修道士が最初に発見して修道院を築いていた。その後、9世紀頃ノルウェー西部からノルマン人（ヴァイキング）が入植し、11世紀にはノルウェー領となった。1380年、ノルウェーとデンマークが同君連合（後のカルマル同盟につながる）に入って以来は、デンマークの支配を受けている。ただし第二次世界大戦中は、ナチス・ドイツに占領されたデンマーク本土とは分断され、イギリスの占領下にあった。この期間の住民自治が自治政府要求の住民運動につながった。1946年に行われた住民投票では、フェロー諸島の分離独立派が勝利したが、デンマーク政府によるフェロー諸島議会の解散により独立は阻止された。1948年には国防と外交の一部を除く権限を持つ自治政府が成立した。デンマーク本国は1973年に欧州共同体（EC）に加盟したが、フェロー諸島は本国とは異なる独自の外交路線を歩んでおり、現在も欧州連合（EU）には加盟していない。自治領であるためオリンピックへ出場する際はデンマーク選手団に含まれるが、パラリンピックには単独での代表選手派遣が認められている。
諸島では1781年を最後に麻疹が報告されていなかったが、1846年にコペンハーゲンから訪れた旅行客により、島民約8000人中約6000人が罹患する大流行が発生した。この際、1781年の流行を経験した65歳以上の島民は感染しなかったことから、麻疹は一度感染すると再感染しないという発見に繋がった。

## 政治
国家元首はデンマーク国王であるが、域内行政は自治政府によって行われている。行政の長は首相（Løgmenn）であり、議会により選出される。フェロー諸島議会（レクティング）は33名の議員で構成されており、4年ごとに選挙が行われる。これとは別に、フェロー諸島はデンマークの国会であるフォルケティングにも2議席を有しており別途、選挙により議員を選出している。高等弁務官はデンマーク政府の代表としてレクティングに議席を持つが、投票権は持たない。
デンマーク本土から距離があることや、第二次世界大戦中の自治経験より独立運動があり、2000年代においては独立派が多数となっている。

## 地理

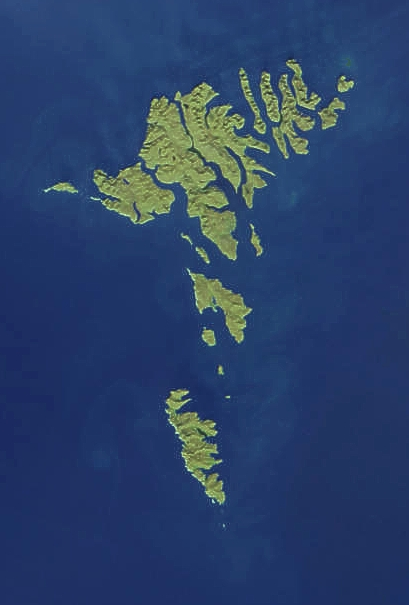
衛星写真

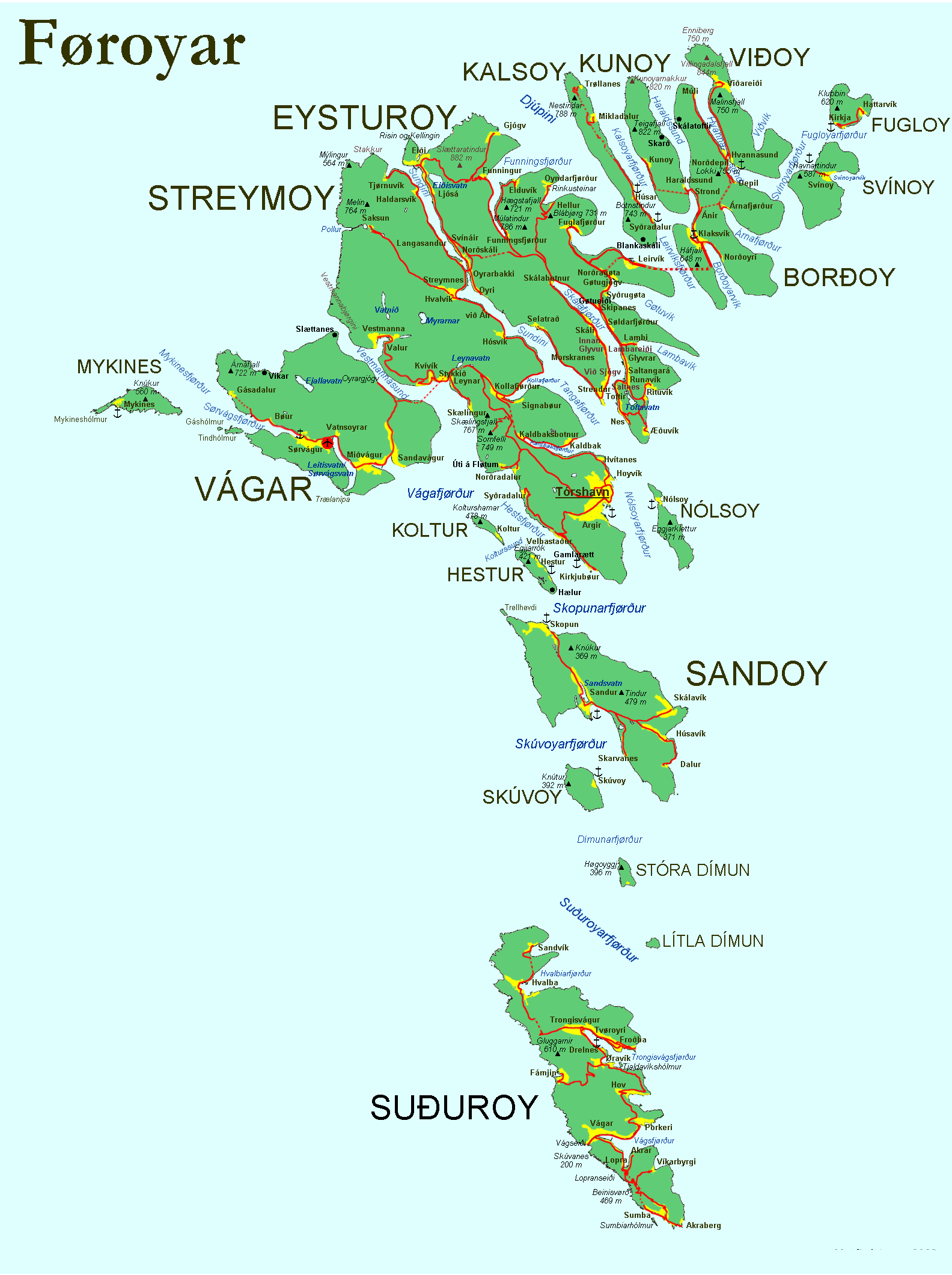
地図

フェロー諸島は北欧の沖、ノルウェー海と北大西洋の間、アイスランドとノルウェーの中間付近に浮かぶ。座標は北緯62度 西経7度 / 北緯62度 西経7度。海岸線は1399km。涼しい夏と温暖な冬がある。冬は曇天で、霧と強い風の日が多い。島は多少の起伏がある荒涼とした岩場で、海岸は崖が多い。Slættaratindurの海抜882mが最高地点。フェロー語には、霧の表現が30以上あると言われる。       
フェロー諸島は次の18の島々からなっている。
| 名称             | ラテン文字表記 | 面積（km2） | 人口  | 人口密度 | 主な市町村              | 県（Syssel） |
| ---------------- | -------------- | ----------- | ----- | -------- | ----------------------- | ------------ |
| ストレイモイ島   | Streymoy       | 373.5       | 21900 | 58.6     | トースハウン, Vestmanna | Streymoy     |
| エストゥロイ島   | Eysturoy       | 286.3       | 10810 | 37.8     | Fuglafjørður, Runavík   | Eysturoy     |
| ヴォーアル島     | Vágar          | 177.6       | 2949  | 16.6     | Miðvágur, Sørvágur      | Vágar        |
| スヴロイ島       | Suðuroy        | 166.0       | 4940  | 29.8     | Tvøroyri, Vágur         | Suðuroy      |
| サンドイ島       | Sandoy         | 112.1       | 1407  | 12.6     | Sandur                  | Sandoy       |
| ボルウォイ島     | Borðoy         | 95.0        | 5002  | 52.6     | クラクスヴィーク        | Norðoyar     |
| ヴィウォイ島     | Viðoy          | 41.0        | 596   | 14.5     | Viðareiði               | Norðoyar     |
| クノイ島         | Kunoy          | 35.5        | 157   | 4.4      | Kunoy                   | Norðoyar     |
| ケァルソイ島     | Kalsoy         | 30.9        | 129   | 4.8      | Mikladalur, Húsar       | Norðoyar     |
| スヴイノイ島     | Svínoy         | 27.4        | 52    | 1.9      | Svínoy                  | Norðoyar     |
| フグロイ島       | Fugloy         | 11.0        | 44    | 4.0      | Kirkja                  | Norðoyar     |
| ネルソイ島       | Nólsoy         | 10.3        | 252   | 24.5     | Nólsoy                  | Streymoy     |
| ミキネス島       | Mykines        | 10.3        | 19    | 1.8      | Mykines                 | Vágar        |
| スキューヴォイ島 | Skúvoy         | 10.0        | 50    | 5.0      | Skúvoy                  | Sandoy       |
| ヘストゥル島     | Hestur         | 6.1         | 34    | 5.6      | Hestur                  | Streymoy     |
| 大ドゥイムン島   | Stóra Dímun    | 2.7         | 7     | 2.6      | Dímun                   | Sandoy       |
| コルトゥル島     | Koltur         | 2.5         | 2     | 0.8      | Koltur                  | Streymoy     |
| 小ドゥイムン島   | Lítla Dímun    | 0.8         | 0     | 0.0      | -                       | Suðuroy      |
| 合計             | -              | 1396        | 48350 | 34.6     | -                       | -            |

## 経済

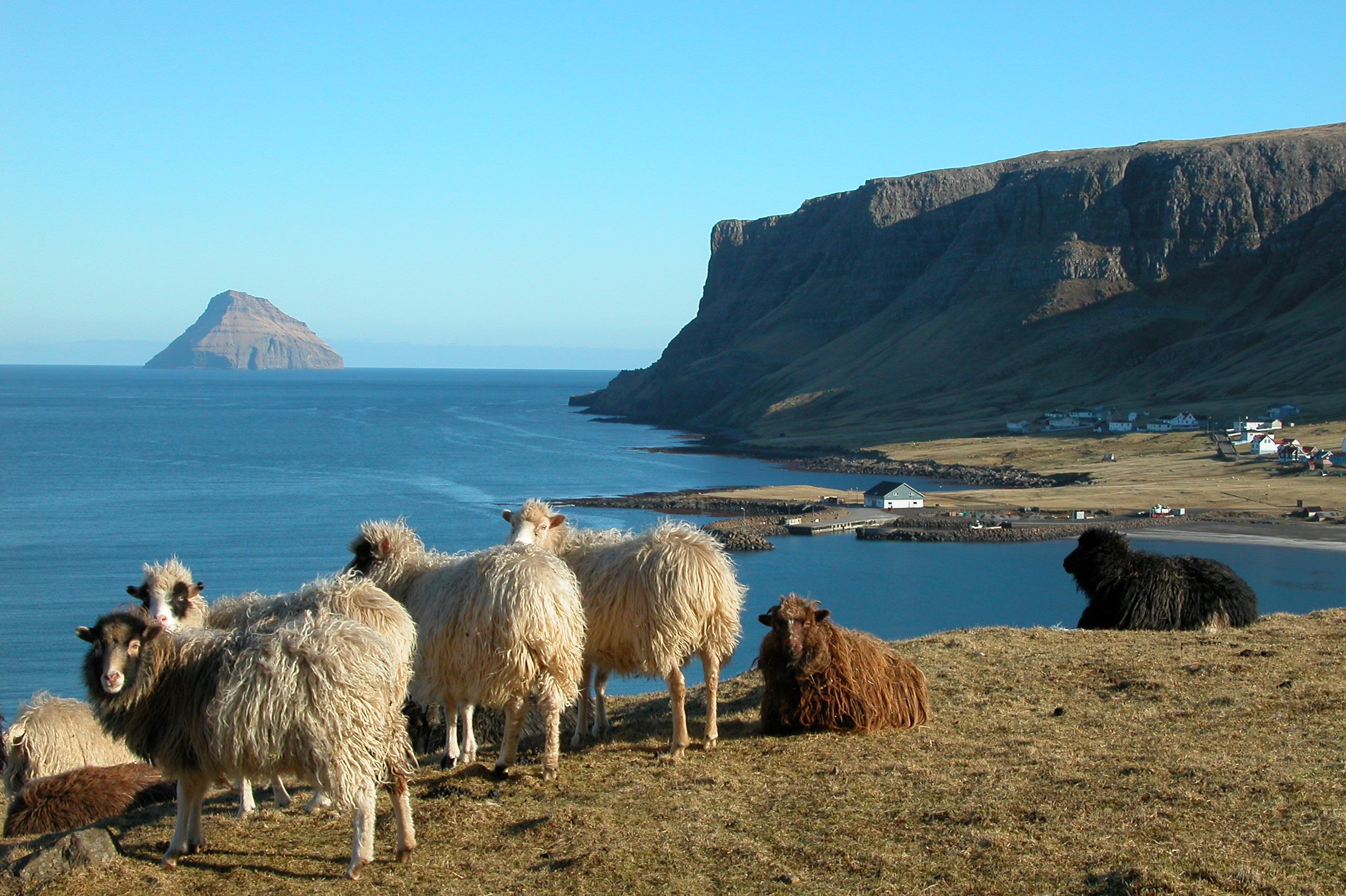
フェロー諸島の羊

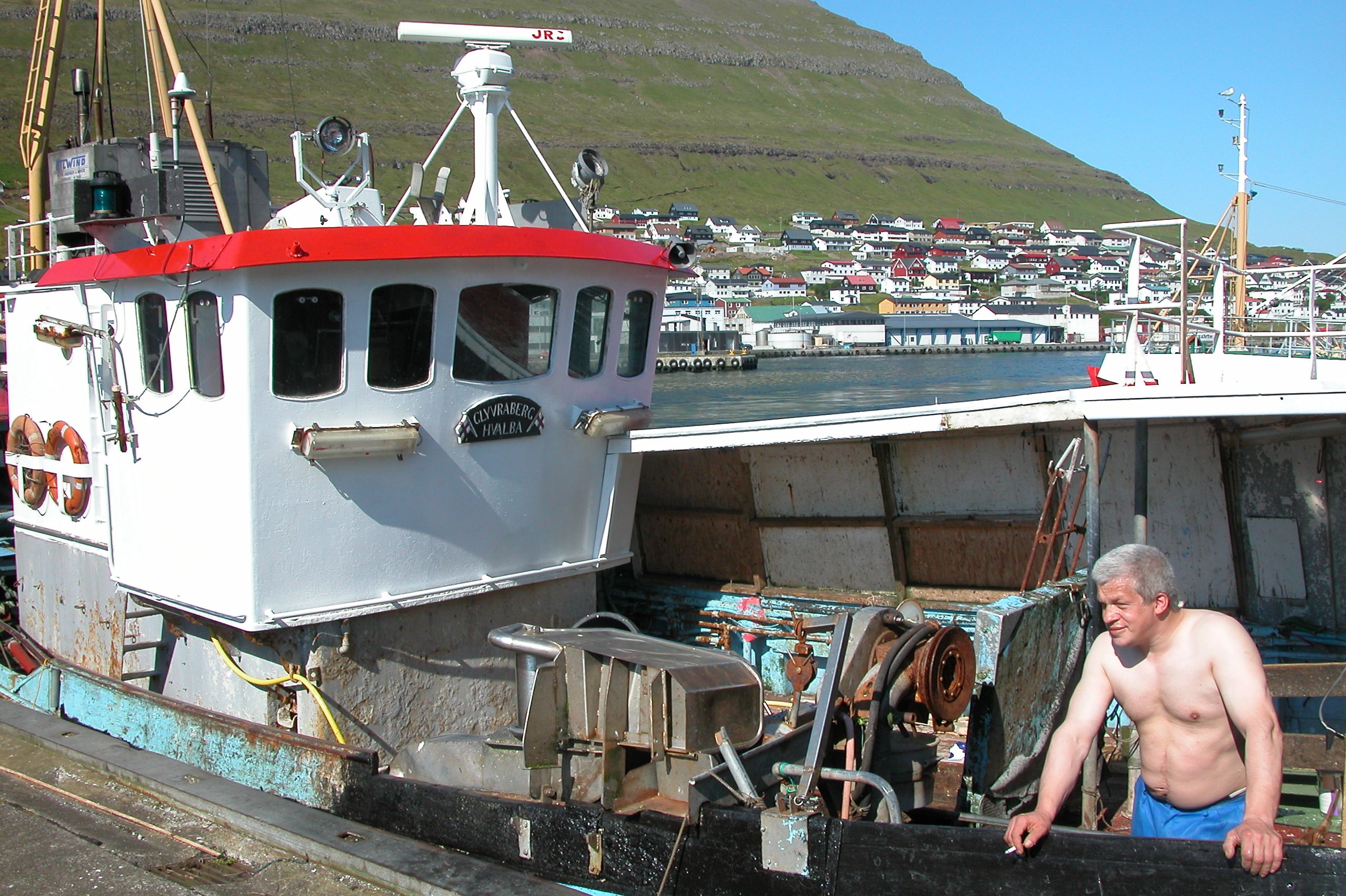
漁船と漁師

中世から羊の放牧が行なわれ、諸島内には羊が9万頭いると言われる。フェロー諸島の「フェロー」とは「羊」の意味という説が有力。また、馬や牛、ヤギなどの放牧、養鶏なども盛んである。牧草の栽培は諸島の至る所で行われている。ただし、高緯度、冷涼な気候のため、牧草以外の農耕には適していない。
伝統的な放牧と並行して、古くから水産業も盛んであった。現在は漁業が産業の中心となっている。漁獲された魚介類や水産加工品の多くは、日本の水産会社などが買い付けて、最終的に日本国内へ運ばれる。フェロー諸島産のサケや白身魚の冷凍フライなどが代表的である。サケ（サーモン）は養殖が行われている。また白身魚のうちタラはフィッシュアンドチップスなどとして食される。さらにトースハウンには寿司店もある。こうした豊富な水産資源が、経済面で独立志向の裏付けとなっている。イギリスとは、イギリスの欧州連合離脱後に発効する条件で自由貿易協定を締結している。
また、捕鯨国の日本、アイスランド、ノルウェーと同様に捕鯨が行われる。伝統的な捕鯨の手法が残り、地域住民が共同してクジラ捕りに参加する習慣は今でも残る。フェロー諸島がEUに加盟しない大きな理由は、捕鯨政策の違いにあるとされる。2018年1月、クラクスヴィークは日本で捕鯨の伝統を持つ和歌山県太地町と姉妹都市提携した。2023年現在、イルカについても漁船で入江に追い込んで漁獲する伝統的な漁が行われ続けている。
牧畜や水産業に加えて、現在のフェロー諸島で注目される産業は、北海油田のフェロー諸島領海域の石油開発である。これは地域経済を支える収入源として期待されている。

## 文化

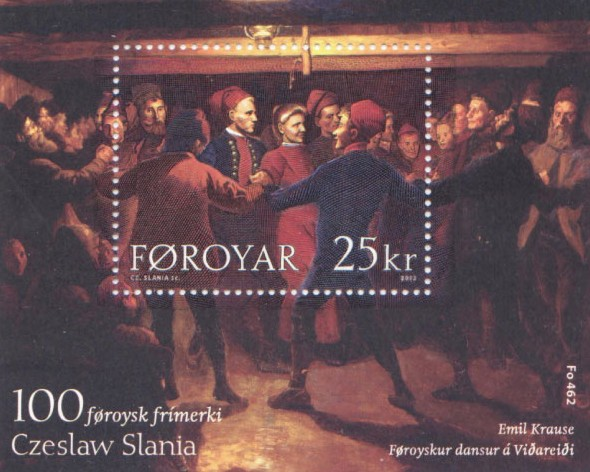
フェロー・ダンスを描いた切手

フェロー諸島は、音楽や伝承の宝庫である。いずれも、古い北欧の文化を残すもので、ノルウェーやアイスランドともまた違う。フェロー諸島の人々にとって祭りやクリスマスなど時季折々に欠かせないのが、チェーンダンスである。このチェーンダンスは、バイキング時代には北欧で広く行われたようであるが、キリスト教化の過程の中で徐々に失われ、現在ではフェロー諸島にしか残っていない。
踊りは東ヨーロッパのポルカに似ており、先導役に合わせて島の古謡（クヴェアイ）を大合唱しながら足を踏み鳴らす。これがフェロー諸島の最重要行事であるオラフ祭のときには、国会議事堂前の広場は国中から集まってきた人々によって巨大なチェーンダンスが深夜から朝まで続けられる。もちろん、指揮を執るのは首相。これは、バイキング時代の集会の名残で、直接民主制に付随するように形式的に現代まで引き継がれている。ほぼ国民総出の熱狂的なチェーンダンスが終わっても、町内単位で朝までチェーンダンスが続けられる。

### スポーツ

#### サッカー
フェロー諸島ではサッカーが最も人気のスポーツとなっており、1942年にサッカーリーグのフェロー諸島プレミアリーグが創設された。フェロー諸島サッカー協会（FSF）によって構成されるサッカーフェロー諸島代表は、FIFAワールドカップおよびUEFA欧州選手権への出場経験はない。

#### ハンドボール
デンマークと同じくハンドボールも盛んである。

### 音楽
世界的に活躍する女性アーティストとしては、アイヴォール・ポルスドッティルが非常に知られている。なお、アイヴォールは2007年と2009年に来日公演も果たしている。また、ヴァイキングメタルバンドのティアは、日本でもCDがリリースされるなど、世界的に活動している。

### 宗教
2011年の調査ではキリスト教徒が95.44パーセント、無宗教が4.04パーセントで、その他の宗教・宗派は残りであった。2017年の統計では、島民の80.2パーセントがフェロー諸島教会に所属している。この教会は以前はルーテル派のデンマーク国教会の一教区であったが、2007年に独立した。

## 交通・アクセス

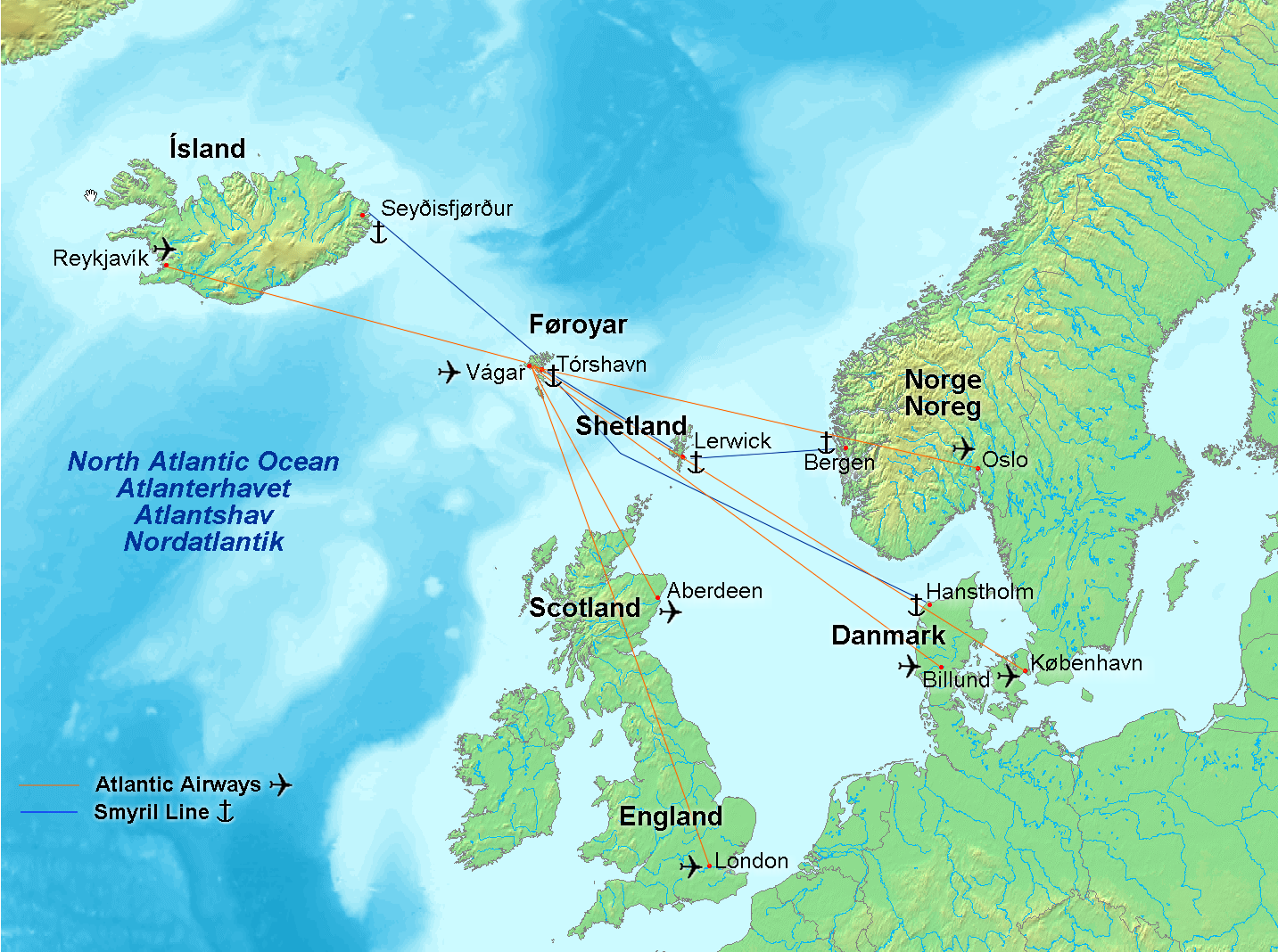
アクセス

### 航空
- ヴォーアル空港 Vagar Airport
  - コペンハーゲン国際空港からアトランティック・エアウェイズ（Atlantic Airways、SASスカンジナビア航空とコードシェア） 小型機で毎日三往復。
  - レイキャヴィーク空港国内線空港からアイスランド航空（Icelandair 、Atlantic Airとコードシェア） 小型ジェット機で毎日一往復。
  - ビルン空港（デンマーク、ユトランド半島中部）、オスロ空港、スタヴァンゲル空港、アバディーン空港、ロンドン・ヒースロー空港からアトランティック・エアウェイズの定期便がある。

### 船舶
- トースハウン港
  - スミリル・ライン（Smyril line）のフェリーがデンマーク・ハンストホルム（Hanstholm）（ユトランド半島）およびアイスランド東部セイジスフィヨルズルとを結ぶ（冬季減便）[注釈 1]。

### 地域内の交通
- バス
- 船舶

主要な島は橋や海底トンネルで接続されている。ヴォーアル空港があるヴォーアル島とストレイモイ島の間は海底トンネルのヴォーアルトンネルで、ボルウォイ島とエストゥロイ島の間はノードイトンネルで、エストゥロイ島とストレイモイ島の間はエストゥロイトンネルで、ストレイモイ島とサンドイ島はサンドイトンネルで結ばれている。